# Даудканди
Даудканди (бенг. দাউদকান্দি, англ. Daudkandi) — город и муниципалитет на юго-востоке Бангладеш, административный центр одноимённого подокруга. Площадь города равна 2,46 км². По данным переписи 2001 года, в городе проживало 31 738 человек, из которых мужчины составляли 50,89 %, женщины — соответственно 49,11 %. Уровень грамотности населения составлял 45,2 % (при среднем по Бангладеш показателе 43,1 %). 